# Черта оседлости
Черта́ осе́длости (полное название: Черта́ постоя́нной евре́йской осе́длости) — в Российской империи с 1791 по 1917 год (фактически по 1915 год) — граница территории, за пределами которой запрещалось постоянное жительство евреям (то есть иудеям), за исключением нескольких категорий, в которые в разное время входили, например, купцы первой гильдии, лица с высшим образованием, отслужившие рекруты, ремесленники, приписанные к ремесленным цехам, караимы.
Площадь территории в Российской империи — около 1 224 008 км². Территория черты оседлости была первоначально определена указом императрицы Екатерины II от 1791 года как территория Российской империи, где дозволялось селиться и торговать евреям. Черта оседлости охватывала специально оговорённые населённые пункты городского типа — местечки (в сельской местности проживание не дозволялось) значительной части Царства Польского, Литвы, Белоруссии, до 1887 года — Области Войска Донского, Латгалии, которая была частью Витебской губернии, а сейчас — Латвии, а также части территории современных Украины и Молдавии (Бессарабии), соответствующей южным губерниям Российской империи.
Ограничения фактически не распространялись на лиц еврейского происхождения, исповедующих христианство и другие религии.

## История
Фактическое начало черте еврейской оседлости было положено указом императрицы Екатерины II от 23 декабря 1791 (3 января 1792), который формально был итоговой реакцией правительства империи на письмо Витебского еврейского купца Цалки Файбишовича; указ разрешал евреям постоянно проживать в Белоруссии и Новороссии, тогда недавно присоединённом к России регионе, и воспрещал запись в купечество, в частности, в Москве (чего и требовали местные купцы, опасавшиеся конкуренции). Исследователь истории еврейства в России Генрих Слиозберг отмечал, что указ Екатерины 1791 года был свидетельством того лишь, «что не сочли нужным сделать исключение для евреев: ограничение в праве передвижения и свободного избрания жительства существовало для всех, в значительной степени даже для дворян».
С третьим разделом Речи Посполитой в состав черты вошли Виленская и Гродненская губернии, где проживало значительное количество евреев.
Окончательное юридическое оформление черты оседлости сообщило «Положение об устройстве евреев» 1804 года, которое перечисляло те губернии и территории, где евреям дозволялось селиться и торговать. К губерниям, открытым для евреев, присоединены Астраханская и Кавказская (до 1835 года). «Положение» строго предписывало всем евреям записываться в одно из «состояний»: земледельцев, фабрикантов и ремесленников, купечество, мещанство. «Положение» 1804 года отчасти основывалось на «Мнении» сенатора Гавриила Державина о причинах продовольственного дефицита в Белоруссии, и в значительной мере — на польских законопроектах XVIII века.
Сам термин (первоначально «черта постоянного жительства евреев») впервые появился в «Положении о евреях» 1835 года.

## География черты оседлости
В черту оседлости входили специально отведённые местечки в следующих губерниях Российской империи:
1. Бессарабская;
2. Виленская;
3. Витебская[Комм 1];
4. Волынская;
5. Гродненская;
6. Екатеринославская;
7. Киевская;
8. Ковенская;
9. Минская;
10. Могилёвская;
11. Подольская;
12. Полтавская;
13. Таврическая;
14. Херсонская;
15. Черниговская[Комм 2].

Кроме того, в черте оседлости оказались все десять губерний Царства Польского. Из черты оседлости в разное время были исключены Киев (евреям дозволялось жить только в некоторых частях города), Николаев, Ялта и Севастополь.
Евреи также составляли больше 1 % населения во всех уездах Курляндской губернии, в Рижском, Валкском, Новгородском, Торопецком, Смоленском, Рославльском, Брянском, Харьковском уездах и Ростовском округе Области Войска Донского, а также во многих уездах Сибири.

## Практика применения ограничений по черте оседлости в разное время
К концу XIX века в Российской империи проживало 5 000 000 евреев (пятый по численности народ России). Лишь около 200 000 из них имели право проживания в городах, не входивших в черту оседлости.
Даже временный выезд из черты оседлости для евреев был осложнён. Проживание евреев в соответствии с указом о черте оседлости разрешалось лишь в специально оговорённых городах и местечках, но не в сельской местности. Результатом этих ограничений, а также ограничений в выборе занятия, явилась чрезвычайная скученность и нищета в местечках в пределах черты. Историк Вальтер Лакер отмечал, что в начале 1880-х годов большинство российских евреев жили гораздо хуже, чем самые бедные русские крестьяне и рабочие, а основная масса была обречена на медленное вымирание от голода.
До царствования императора Александра II никто из евреев в России не имел права на постоянное жительство вне черты оседлости. В Москве евреи могли с 1828 года по 1856 год проживать только в специально отведенном для них Глебовском подворье (с правом выхода в город в дневное время, кроме субботы). В июне 1856 года в Москве евреям было разрешено селиться также вне Глебовского подворья.
16 марта 1859 года был издан высочайший указ, благодаря которому запрет не распространялся на купцов первой гильдии (если они были купцами первой гильдии в пределах черты оседлости до издания указа в течение двух лет; если они были купцами первой гильдии в пределах черты оседлости после издания указа в течение пяти лет). Дарованное указом 1859 года право на причисление к купечеству первой гильдии не распространялось на города пятидесятивёрстной пограничной полосы западных губерний и губернии Бессарабской, на города казачьих областей, на некоторые другие города и на Финляндию. Евреи-купцы первой гильдии могли взять с собой для проживания вне черты оседлости приказчиков в количестве одного человека и домашнюю прислугу в количестве четырёх человек.
Поступление в первую гильдию было возможным при выполнении двух условий: получения промыслового свидетельства определённого разряда (на начало XX века стоило от 500 рублей до 1500 рублей в год) и получения гильдейского свидетельства (на начало XX века — 75 рублей в год); ни фактическое занятие какой-либо промышленной или коммерческой деятельностью, ни согласие самой гильдии на вступление не требовались. Таким образом, вступление в купечество первой гильдии по существу представляло возможность снять с себя ограничения в проживании при условии уплаты налога и пятилетнего ожидания, что было неприемлемо дорого для большинства евреев.
С 27 ноября 1861 года запрет не распространялся на лиц с высшим образованием, имеющих дипломы на учёные степени доктора медицины и хирургии; кроме того, запрет был снят с лиц, имеющих дипломы доктора, магистра или кандидата по другим факультетам университета.
Законы 1865, 1866, 1867 года сняли запрет с евреев-врачей, не имеющих учёной степени доктора.
С 1872 года запрет был снят с евреев, окончивших курс учения в Петербургском технологическом институте.
С 19 января 1879 года право повсеместного жительства было предоставлено евреям: 1) окончившим курс высших учебных заведений, в том числе и медицинских, 2) аптекарским помощникам, дантистам, фельдшерам и повивальным бабкам, 3) изучающим фармацию, фельдшерское и повивальное искусство.
Запрет на проживание вне черты оседлости не распространялся на цеховых ремесленников (записанных в ремесленные цехи — архаичные сословные учреждения) и отставных нижних чинов, поступивших на воинскую службу по рекрутскому набору. Лицам, записанных в ремесленные цехи, выдавалось временное разрешение на проживание в определённых населенных пунктах, чаще всего по контрактам и под надзором местной полиции.
Следующие способы вырваться из черты оседлости — получение образования и приписка к ремесленному цеху — были связаны со своими сложностями. В высших учебных заведениях с 1880-х годов действовала процентная норма — допустимый максимум студентов-евреев (3 % в столицах, 5 % в прочих городах, 10 % в черте оседлости). Ремесленные цеха во всех городах черты оседлости, кроме Одессы, в 1880-х годах были распущены.
Граф И. И. Толстой пишет, что русская государственная власть при создании и сохранении закона о черте оседлости исходила из предпосылки о том, что в лице евреев она имеет дело с основательно испорченным, преступным и почти неисправимым народом.
В переносном смысле понятие «черта оседлости» стало синонимом политики государственного антисемитизма, в особенности во второй половине XIX века. Антисемитизм этот основывался на религиозной нетерпимости и в большинстве случаев не распространялся на крещёных евреев. Запрет на занятие сельским хозяйством, ограничения при приёме в гимназии и университеты, полуофициальное отношение к евреям как к ограниченным в правах гражданам, погромы — всё это вело, с одной стороны, к росту миграции евреев в США, сельскохозяйственной колонизации ими Аргентины и Палестины, с другой, — к радикализации людей, подпитывавших революционные организации и партии. Многие деятели культуры критиковали политику запрета. Владимир Короленко в повести «Братья Мендель» писал: «Черта оседлости существовала, как данный факт, незыблемый и не подвергавшийся критике. Я не помню даже, чтобы самое слово „черта оседлости“ когда-нибудь употреблялось в то время». Давид Бенарье (Маневич) в пьесе «Пасынки жизни» (1907) критиковал черту оседлости и назвал евреев «пасынками России». В период с 1881 по 1914 год в США из России эмигрировало 1,5 млн евреев.
Фактически черта оседлости прекратила существование 19 августа 1915 года, когда управляющий Министерством внутренних дел разрешил в виду чрезвычайных обстоятельств военного времени проживание евреев в городских поселениях вне черты оседлости, за исключением столиц и местностей, находящихся в ведении министров императорского двора и военного (то есть, дворцовых пригородов Санкт-Петербурга и всей прифронтовой полосы). Отмена черты оседлости не представляла собой смягчение политики по отношению к евреям; наоборот, значительная часть черты оседлости попала в прифронтовую зону, и правительство считало, что евреи, рассматриваемые им как неблагонадежный элемент, будут представлять меньшую опасность в других местностях.
Черта оседлости была отменена Временным правительством после Февральской революции, хотя фактически после начала Первой мировой войны, в 1914—1916 годах, по данным историка Павла Поляна, 250—350 тысяч евреев было выселено из прифронтовых западных губерний (территории Царства Польского, Ковенской, Курляндской, частично из Гродненской, Волынской и Подольской губерний) и переселено в Полтавскую, Екатеринославскую и Таврическую губернии России. Большинство выселенных евреев Царства Польского (до 80 тысяч человек) бежали в Варшаву.